# Den stora dagen
För andra betydelser, se Den stora dagen (olika betydelser).
Den stora dagen är en sång skriven av Benny Borg. Jigs spelade in den på sitt album "Goa bitar 7" 1978.  1982 spelade Vikingarna in sången på sitt album "Kramgoa låtar 10", som ibland också kallas "Den stora dagen". 1982. Denna version låg på Svensktoppen i tio veckor, mellan 14 mars och 16 maj 1982, och nådde som högst en andraplacering på listan. Vikingarna gjorde även en nyinspelning av melodin 1996.
2006 spelade Mats Bergmans in sången på sitt album "Den stora dagen". 
I Dansbandskampen 2008 framfördes låten av Face-84. Dock inte live i Sveriges Televisions sändningar då man slogs ut redan före momentet "Dansbandsklassikern". Däremot fanns versionen på Aftonbladets officiella samlingsalbum Dansafton i februari 2009, med musik från Dansbandskampen.
Låten framfördes av Robert Gustafsson och Åsa Fång i TV-programmet Så ska det låta i Sveriges Television sänt den 14 mars 2008.
Linnea Henriksson framförde låten i Så mycket bättre 2018.
Sångtexten är berättande, och handlar om en äldre kvinna som fyller år, och hur många lätt glömmer de äldre i det samtida samhället.

## Listplaceringar

### Linnea Henriksson
| Lista (2018) | Listplacering |
| ------------ | ------------- |
| Sverige      | 76            |

### Fotnoter
1. ↑  ”Svensk mediedatabas”. http://smdb.kb.se/catalog/id/001886659. Läst 12 maj 2011.
2. ↑  ”Svensk mediedatabas”. http://smdb.kb.se/catalog/id/001462833. Läst 12 maj 2011.
3. ↑  Svensktoppen - 1982
4. ↑  ”Aftonbladet”. 25 maj 2004. http://www.aftonbladet.se/nojesbladet/kronikorer/article213083.ab?service=print. Läst 8 juli 2011.
5. ↑  ”Svensk mediedatabas”. http://smdb.kb.se/catalog/id/002044137. Läst 12 maj 2011.
6. ↑  Jakob Meijer (24 november 2018). ”Linnea Henriksson” (på svenska). Aftonbladet. https://www.aftonbladet.se/nojesbladet/a/P382pz/linnea-henrikssons-kupp-far-christer-sjogren-att-grata. Läst 18 december 2018.
7. ↑  ”Den stora dagen” (på engelska). Swedishcharts. 10 mars 2018. https://swedishcharts.com/showitem.asp?interpret=Linnea+Henriksson&titel=Den+stora+dagen&cat=s. Läst 19 december 2018.